# 圆周率中连续的六个9

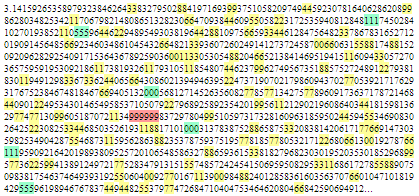
圖為π的數值至小數點後數百位，當中含有大量雙重連續的數位（黃色標記）、幾組三重連續數位（綠色標記），還有一組六重連續數位（紅色標記）。能在這麼小的樣本中出現這樣一個點，可說是一個很有趣的破格。

圆周率中连续的六个9是指圓周率的小數值中，小數點後第762位開始的連續六個9。这一现象开始变得广为人知不仅仅因为它是一个数学巧合，而且是因为有人提出过一个主意，希望能把π記到那一個點，那麼背誦到最後時，他就可以說“999999等等”，也可以半開玩笑地指出，π其實是一個有理數。这个主意最早来自于侯世达在1985年出版的《Metamagical Themas》。他在书中这么写道：
I myself once learned 380 digits of π, when I was a crazy high-school kid. My never-attained ambition was to reach the spot, 762 digits out in the decimal expansion, where it goes "999999", so that I could recite it out loud, come to those six 9's, and then impishly say, "and so on!"——侯世达，《Metamagical Themas》
译文：当我还是疯狂的高校生时，有一次，我试着将圆周率背到了第380位。我未竟的夙愿是背到小数点后的762位，在那里圆周率出现了一串“999999”。然后，我就可以大声背诵；当我背到那六个9的时候，就可以顽皮地说，“999999以及等等！”
圓周率中这一序列连续的六个9有时也被叫做費曼點，以物理學家理查德·費曼命名，因為有人声称他曾經在一次講課時說過同样的话。关于费曼在何时，抑或是否真的有类似的陈述尚不明确；然而，在费曼的自传，或是他人写的传记中找不到任何相关的情节，且他的传记作者詹姆斯·格雷克也对此事一无所知。

## 相關統計
在數學猜想中π被視為正規數，即每一個數位都是隨機產生的實數，但事實是否如此仍是未知。而在任何隨機得出的正規數中，能這麼早就出現一組指定六位數字的概率，只有0.08% 。
下一組連續六個相同數位，也是連續六個9，起始點為小數後第193,034位。再下一組連續六個相同數位，是六個8，起始點為第222,299位；而在第1,699,927位開始0會重覆六遍。在第45,681,781位開始更有一組連續的九個6 (666666666)。
費曼點同時也是最早出現連續四個及五個數位的地方。再下一次出現連續四個相同數位，是在第1,589位，重覆數位是7。
單獨和連續一串一、二、三、四、五、六、七、八、九個9首次出現的位置，分別為第5、44、762、762、762、762、1,722,776、36,356,642及 564,665,206位（OEIS數列A048940）。
在2π（即π×2，有時也叫τ）中對應的點則是七個9，起始點為小數點後第761位。要證明或解釋起來都不難，因為把π的第761至768位乘以2得τ，即2×49999998，等於99999996，因此τ從第761位開始有七個9。相對之下，π的首次連續七個相同數位，則要等到第710,100位的3333333。

## 小數數值
π的首一千個小數位（三位及更多相同数字连续出现的数字段已经用下划线标出，內含六个9）：
| 3. | 1415926535 8979323846 2643383279 5028841971 6939937510 5820974944 5923078164 0628620899 8628034825 3421170679 8214808651 3282306647 0938446095 5058223172 5359408128 4811174502 8410270193 8521105559 6446229489 5493038196 4428810975 6659334461 2847564823 3786783165 2712019091 4564856692 3460348610 4543266482 1339360726 0249141273 7245870066 0631558817 4881520920 9628292540 9171536436 7892590360 0113305305 4882046652 1384146951 9415116094 3305727036 5759591953 0921861173 8193261179 3105118548 0744623799 6274956735 1885752724 8912279381 8301194912 9833673362 4406566430 8602139494 6395224737 1907021798 6094370277 0539217176 2931767523 8467481846 7669405132 0005681271 4526356082 7785771342 7577896091 7363717872 1468440901 2249534301 4654958537 1050792279 6892589235 4201995611 2129021960 8640344181 5981362977 4771309960 5187072113 4999999837 2978049951 0597317328 1609631859 5024459455 3469083026 4252230825 3344685035 2619311881 7101000313 7838752886 5875332083 8142061717 7669147303 5982534904 2875546873 1159562863 8823537875 9375195778 1857780532 1712268066 1300192787 6611195909 2164201989 |

## 另見
- 純位數
- 0.999...
- 拉馬努金常數

## 外部連結
- Feynman Point Mathworld Article（页面存档备份，存于） — From the Mathworld project.